# 国民自由党 (日本)
国民自由党（こくみんじゆうとう）は、1890年12月21日から1891年7月まで存在した吏党（温和派）系政党。大同団結運動から排除された旧自由党の党員が結成した。
後藤象二郎を中心として民権派勢力の再結集運動である大同団結運動が進められてきたが、後藤象二郎の入閣によって運動内部における政治的な発言力を失った大同倶楽部内部の後藤系とされる人々が1890年8月24日に同党を離脱して、新党結成を模索したことに由来する。当初は大成会への参加や佐々友房・古莊嘉門ら九州国権派との新党結成が検討されて11月1日には大同倶楽部後藤系と九州国権派を中心として結成に向けた大懇親会が開催されたが、前者からは参加を拒否され、後者とは一旦は合意に達して12月21日に国民自由党結成に至るものの、直後に決裂して九州国権派によって離党が宣言される。そのため、やむなく前田案山子・稲垣示・八木原繁祉・遠藤秀景・山際七司ら後藤系党員によって運営されることになったものの、衆議院に議席を有していたのは前田・山際ら5名に過ぎなかった。政府との協調や国権主義色の強い政党であったが、吏党再結集の動きの中で意見対立が生じて空中分解に至った。